# Brian Johnson
Brian Johnson (* 5. října 1947, Dunston, Anglie) je zpěvák a textař známý především svým působením v australské hard rockové kapele AC/DC. 
V roce 1972 založil Johnson glam rockovou kapelu Geordie a stal se jejím zpěvákem. Kapela se však po vydání několika úspěšných alb rozpadla. V roce 1980 byla kapela na krátkou dobu obnovena, ale brzy po jejím obnovení byl Johnson osloven s nabídkou vstoupit do AC/DC, kde měl nahradit zesnulého Bona Scotta. Johnson nabídku přijal a s kapelou ještě v roce 1980 vydal album Back in Black, které se stalo jedním z komerčně vůbec nejúspěšnějších alb všech dob.
Johnson je známý svým nošením ploché čepice nebo kšiltovky. Jeho bratr navrhl, aby si na pódiu nasadil čepici, aby mu při zpěvu nestékal pot z jeho hustých kudrnatých vlasů do očí. Johnson řekl: "Nasaď si to, aspoň uvidíš, co sakra děláš!" Tak jsem si to nasadil a po třech písních ve druhém setu jsem se na něj podíval a zvedl palec – 'To je skvělé!' Ten klobouk už nikdy nesundám."
Začátkem roku 2016 začal mít problémy se sluchem, kvůli čemuž se skupinou přestal vystupovat. Na koncertech ho nahradil zpěvák Axl Rose.

## Kariéra
Od roku 1970 hrál Johnson s kabaretní/klubovou kapelou Jasper Hart Band, kde hráli písně z muzikálu Vlasy i softrockové-popové písně té doby. On a další členové kapely v roce 1972 vytvořili vlastní skupinu Geordie.
Skupina Geordie měla slibnou kariéru vystupovala v britském hudebním pořadu Top of The Pops, dokonce měli úspěch v Austrálii. V roce 1976 Johnson se rozhodl pro sólový projekt. Johnson mezitím v roce 1978 začal vystupovat jako Geordie v nové sestavě, někdy také nazývané Geordie II, ve které byl jediným původním členem. Geordie II se nakonec rozpadla na jaře v roce 1980, protože Johnson přijal nabídku na zpěváka do skupiny AC/DC.
Po smrti Bona Scotta skupina uvažovala nad rozpadu skupiny, ale došla k závěru, že Scott by si přál, aby AC/DC pokračovalo. Na jeho místo byli zvažováni různí kandidáti, včetně bývalého zpěváka Slade Noddyho Holdera. Angus Young si později vzpomněl: „Pamatuji si, že jsem poprvé slyšel, že Brianovo (Johnson) jméno bylo od Bona“.
Bon se zmínil, že byl jednou v Anglii na turné s kapelou, a zmínil, že Brian byl v kapele jménem Geordie a Bon řekl: „Brian Johnson, byl skvělý rokenrolový zpěvák ve stylu Little Richarda.' A to byl Bonův velký idol, Little Richard. Myslím, že když v té době viděl Briana, pro Bona to bylo 'No, je to chlap, který ví, o čem rock 'n' roll je.' Zmínil se o tom nám v Austrálii. Předpokládám, že když jsme se rozhodli pokračovat, Brian bylo první jméno, které jsme s Malcolmem vymysleli, tak jsme si řekli, že bychom se měli podívat, jestli ho najdeme." 
Okamžitě skupina souhlasila, že Johnsonův styl vystupování se hodí k hudbě AC/DC. V březnu 1980 Johnson obdržel telefonát, který ho pozval do Londýna na konkurz jako nového zpěváka pro AC/DC. Brian jako velký fanoušek AC/DC rád vyhověl. Malcolm si na ten den vzpomíná: "Všichni jsme tam seděli a šli ho hledat, kde je ten chlap, Brian? Měl tu být už před hodinou. 'Ach jo? Hraje dole kulečník s roadies' - tak jsme si mysleli, no aspoň  hraje kulečník."
Když ho někdo přivedl, aby se s nimi už setkal, Malcolm vzpomíná, že Johnson „měl slzy v očích. Byl smutný kvůli Bonovi jako my. Každopádně jsme řekli: Co chceš zkusit? A on řekl: ‚Zkoušel jsem "Whole Lotta Rosie" s Geordie, a šli jsme na to, ten chlap krájí hořčici. Ještě něco, co umíš? "Nutbush City Limits"? Okay můžeme to nakopnout, a taky to skvěle zazpíval. Vykouzlilo nám to úsměv na tváři – poprvé od Bona, takže jsme s ním teprve začali pracovat.“
Během několika dní byl Johnson v kapele, zprávy byly oficiálně zveřejněny 1. dubna 1980. Týden na to mu byla zaslána letenka na Bahamy, což byl nápad jejich managementu, částečně pro daňové účely a částečně proto, že ve Spojeném království nebyla žádná volná studia. Výsledkem bylo album Back in Black, které vyšlo v červenci téhož roku. Mělo celosvětový úspěch a stalo se druhým nejprodávanějším albem všech dob. V roce 1986 se Johnson vrátil do Tyneside a objevil se v hudebním videu pro „You Shook Me All Night Long“ a video získalo významné vysílání na MTV.

## Osobní život
Brian byl ženatý se svou první manželkou Carol v roce 1968 a rozvedli se v roce 1990, má s ní dvě dcery: Joane (1968), Kala (1973).
V současnosti žije se svou druhou manželkou Brendou v USA na Floridě ve městě Sarasota.
Brian je vášnivým zastáncem a fanouškem fotbalového klubu Newcastle United FC.

## Diskografie

### S Geordie
| Název                       | Datum vydání | Label      |
| Hope You Like It            | 1973         | Repertoire |
| Don't Be Fooled By The Name | 1974         | Repertoire |
| Masters Of Rock             | 1975         | Repertoire |
| Save the World              | 1976         | Repertoire |
| No Good Woman               | 1978         | Repertoire |
| The Best of Geordie         | 1997         | Platinum   |

### S AC/DC
| Název                   | Datum vydání  | Label    | Prodejnost v USA |
| Back in Black           | Červenec 1980 | Atlantic | 22,000,000       |
| For Those About to Rock | Listopad 1981 | Atlantic | 4,000,000        |
| Flick of the Switch     | Duben 1983    | Atlantic | 1,000,000        |
| Fly on the Wall         | Červen 1985   | Atlantic | 1,000,000        |
| Who Made Who            | Květen 1986   | Atlantic | 5,000,000        |
| Blow Up Your Video      | Leden 1988    | Epic     | 2,000,000        |
| The Razors Edge         | Září 1990     | Atlantic | 5,000,000        |
| Ballbreaker             | Září 1995     | Elektra  | 2,000,000        |
| Stiff Upper Lip         | Únor 2000     | EMI      | 1,000,000        |
| Black Ice               | Říjen 2008    | Sony     | 2,500,000        |
| Rock or Bust            | Prosinec 2014 | Columbia |                  |
| Power Up                | Listopad 2020 | Columbia |                  |